# Lasianthus retosus
Lasianthus retosus är en måreväxtart som beskrevs av Robert Wight. Lasianthus retosus ingår i släktet Lasianthus och familjen måreväxter. Inga underarter finns listade i Catalogue of Life.